# Bougré
Bougré, également orthographié Bogré, est une commune rurale située dans le département de Zorgho de la province du Ganzourgou dans la région Plateau-Central au Burkina Faso.

## Géographie
Bougré est situé à environ 8 km à l'est du centre de Zorgho, le chef-lieu du département et de la province. La localité est traversée par la route nationale 4 reliant Ouagadougou à la frontière nigérienne.

## Économie
Du fait de sa position sur la RN 4, le village profite des échanges commerciaux régionaux.

## Santé et éducation
Les centres de soins les plus proches de Bougré sont le centre de santé et de promotion sociale (CSPS) et le centre médical avec antenne chirurgicale (CMA) de Zorgho.